# ジャネット・モック
ジャネット・モック（Janet Mock、1983年3月10日 - ）は、アメリカ合衆国の作家、テレビ司会者・ディレクター・プロデューサーであり、トランスジェンダーの権利運動の活動家である。初めて出した本である回顧録の『Redefining Realness』（リアリティの再定義）が『ニューヨーク・タイムス』のベストセラーとなった。モックは『マリ・クレール』誌の寄稿編集者、『ピープル』誌ウェブサイトの元編集者である。

## 若年期と教育
ジャネット・モックは1983年にハワイ州ホノルルで、両親の第二子として生まれた。父のチャーリー・モック3世はアフリカ系アメリカ人、母のエリザベス（旧姓バーネット）はポルトガル系とアジア系・ハワイ先住民（カーナカ・マオリ）系のハーフである。モックは青春時代の大半を故郷のハワイで過ごし、カリフォルニア州オークランドやダラスに住んでいたこともあった。
高校1年生の時から性別移行を始め、10代の頃には性別移行治療を受ける資金をかせぐためにセックスワーカーをしていた。高校ではバレーボールをしていた。これは、モックの女性らしさの表現の手助けをしてくれた幼馴染のウェンディとの絆を深めるためだった。モックは、ジャネット・ジャクソンにちなんで「ジャネット」という名前を選んだ。モックはハワイ大学マノア校に入学した。一族の中で大学に進学したのは初めてだった。大学1年生の時にタイ・バンコクで性別適合手術を受けた。2004年にハワイ大学マノア校でファッション・マーチャンダイジングの学士号を、2006年にニューヨーク大学でジャーナリズムの修士号を取得した。

## キャリア
ニューヨーク大学を卒業後、モックは『ピープル』誌で働き始め、5年以上編集スタッフを務めた。2011年の『マリ・クレール』誌に掲載されたキエナ・マイヨによるインタビュー記事で、トランス女性であることをカミングアウトし、編集からメディアアドボカシーに転身した。モックは、この記事の中で彼女のことを「生まれも育ちも男の子だった」と表現していることに対して、「私はいつでも女の子だった」と反論している。モックは「私は、医者が男の子の体だと言っている物の中に生まれました。私は生まれたときに性別を決めることはできませんでした……私は性別再判定手術によって女の子になったのではありません。私はいつでも女の子だったのです」と語った。2014年、モックは著書"Redefining Realness"のプロモーション中に、『マリー・クレール』の記事タイトルを選んだのは自分ではないと繰り返した。その記事の編集者だったリア・ゴールドマンは、後にモックを支持する次のツイートをした。「公平に言えば、モックとマイヨがマリ・クレール"I Was Born a Boy"という記事を問題にしていたのを覚えています。とにかく私はそれに従います」『マリ・クレール』の寄稿編集者となったモックは、映画やテレビでの人種表現や、世界の美容業界におけるトランス女性の存在感についての記事を執筆している。
2011年、モックはIt Gets Better Projectにトランス女性としての体験をビデオで投稿した。また、『マリ・クレール』、『ELLE』、『アドボケート』、『ハフィントン・ポスト』、『xoJane』などに様々なトピックで執筆している。
2012年、サイモン&シュスターの一部門であるアトリア・ブックスは、モックと10代の頃を描いた回顧録についての書籍契約を結び、2014年2月に"Redefining Realness: My Path to Womanhood, Identity, Love & So Much More"（リアリティの再定義: 女性らしさ、アイデンティティ、愛、そしてほかにもずっとたくさんのものへの私の道）として発売された。この本は、若い頃に性別移行したトランスジェンダーが書いた初めての本である。"Redefining Realness"は、『ニューヨーク・タイムズ』紙のハードカバー・ノンフィクションのベストセラーリストに掲載され、モックの個人的な思い出が統計や社会理論と一緒に書かれていると紹介された。この本は、有色人種のトランス女性としての個人的な経験について書かれている。あとがきでは、自分の物語を語る上での特権を自覚し、「普遍的な女性の経験は存在しない」と述べている。フェミニスト評論家のベル・フックスは、モックの回顧録を「勇気がある! この本は変容のための人生の地図だ」と評している。メリッサ・ハリス＝ペリーは、「ジャネットは偉大な自伝の作家だけが成し遂げたことをしている。彼女は、全ての人間性の反映であることが判明した自己の物語を伝えている」と述べている。
モックは本の出版契約を結んだ直後、5年以上勤めたピープル誌の編集者を辞め、MSNBCのライブストリーミングチャンネル"Shift"の番組"TakePart"や自身のカルチャー番組"So POPular!"の司会を務めた。また、『エンターテイメント・トゥナイト』の特派員でもある。
2012年、モックはトランス女性をエンパワーするためのTwitterのハッシュタグ"#GirlsLikeUs"を開始し、複数のクィアメディアサイトから注目を集めた。また、2012年には南カリフォルニア大学でLGBTの学生を称えるラベンダー・コメンテンスの基調講演を行った。2012年のGLAADメディア賞では、共同議長、ノミネート、プレゼンターを務めた。
2013年6月、モックは、大型類人猿の保護とLGBTの権利に焦点を当てた慈善財団であるアーカス財団の理事会に参加した。
2014年、活動家であり有色人種のトランス女性であるモニカ・ジョーンズの有罪判決を受けて、モックは、「売春の顕在化」の疑いがある人を警察が逮捕することを認める法案について、有色人種のトランス女性をターゲットにしているとして反対するキャンペーンに参加した。
2016年12月5日にHBOでドキュメンタリー映画『トランス・リスト』が放送された。この映画は、ティモシー・グリーンフィールド＝サンダースが監督し、モックが著名な11人のトランスジェンダーにインタビューを行った。
2017年、モックの2冊目の回顧録である"Surpassing Certainty: What My Twenties Taught Me"（確実性を超える: 私の20代が教えてくれたこと）が発刊された。
FXで2018年6月3日から始まったテレビ番組『POSE』で、モックは脚本、監督、プロデューサーを務めている。有色人種のトランス女性がテレビシリーズのライターとして採用されたのは史上初だった。この番組は、1987年のニューヨークの社交場シーンにおける5人のトランス女性の人生を追った連続ドラマである。このシリーズは、実際のトランス女性をトランス役にキャスティングし、ユニークなクィアのサブカルチャーを正確に描写したことで評価されている。第1シーズン第6話"Love Is the Message"はモックが監督をし、初の、テレビドラマの脚本を書き、その監督をした有色人種のトランス女性となった。
2019年、モックはNetflixと3年間の契約を結び、Netflixに彼女のテレビシリーズの独占権と長編映画プロジェクトのファーストルックオプションを与えた。これにより、モックは大手コンテンツ企業との契約を獲得した初の有色人種のトランス女性となった。

## フィルモグラフィー

### テレビ
※監督・脚本の欄の括弧内の数字は、担当した話数を示す。
| タイトル           | 放送年      | 役職    | 役職     | 役職 | 放送局  | 備考         |
| タイトル           | 放送年      | 監督    | 脚本     | 制作 | 放送局  | 備考         |
| ------------------ | ----------- | ------- | -------- | ---- | ------- | ------------ |
| POSE/ポーズ        | 2018 - 2021 | Yes (6) | Yes (13) | Yes  | FX      |              |
| ザ・ポリティシャン | 2019        | Yes (1) | No       | No   | Netflix |              |
| ハリウッド         | 2020        | Yes (2) | Yes (2)  | Yes  | Netflix | ミニシリーズ |

## 賞と栄誉
2012年11月、シルヴィア・リベラ・ロー・プロジェクトはモックにシルヴィア・リベラ・アクティヴィスト賞を授与した。
モックは、アメリカのトランスジェンダー擁護者100人を表彰する「トランス100」の第1回のリストに掲載され、2013年3月29日にシカゴで開催されたローンチイベントで基調講演を行った。
2014年の国際女性デーのために制作されたGoogle Doodleに付随する動画に、モックも出演していた。
2015年、『タイム』誌はモックを「インターネット上で最も影響力のある30人」および「黒人のリーダーの新顔12人」に選んだ。
2015年2月、アメリカ図書館協会は"Redefining Realness"に対しストーンウォール・ブック賞を授与した。
モックは『タイム』誌の「2018年最も影響力のある100人」に掲載された。

## 私生活
モックはニューヨークに在住している。2015年に写真家のアーロン・トレッドウェルと結婚したが、2019年2月に離婚した。

## 書籍
- 2014年:  Redefining Realness: My Path to Womanhood, Identity, Love & So Much More. New York: Atria Books. (February 4, 2014). ISBN 978-1-4767-0912-3
- 2017年:  Surpassing Certainty: What My Twenties Taught Me. New York: Atria Books. (June 13, 2017). ISBN 978-1-5011-4579-7